# Jean Elleviou
Jean Elleviou (Rennes, 14 de juny de 1769 - París, 5 de maig de 1842) fou un cantant francès de la corda de tenor.
Es donà conèixer el 1790 en el teatre de la comèdia italiana, però els primers anys de la seva carrera foren molt poc brillants. Malgrat tot, no tardà a distingir-se, i fou per espai de molt temps el cantant predilecte del públic, ja que a una bella veu unia un exquisit art d'actor i una figura elegant. El 1813, trobant-se en plenitud de les seves facultats i quan més aplaudiments assolia, es retirà del teatre. Abans el 1801, junt amb el baríton Jean-Blaise Martin havien unit les companyies dels teatres Favart i Feydeau, per a fundar i ser els primers sostenidors de la nova Opéra-Comique. Elleviou representà amb èxit quasi totes les òperes de Dalayrac, Boïeldieu, Méhul, Caaatel, etc..va escriure els llibrets de les obres Deli Verdikan i El vaixell almirall, que s'estrenaren en l'Òpera còmica, i alguns suposen que també col·laborà en la composició de L'auberge de Bagnères, que signà únicament Catel.